# Karel Zich
Karel Zich, přezdívaný „český Elvis Presley“[zdroj?], (10. června 1949 Praha – 13. července 2004 Porto-Vecchio) byl český zpěvák, kytarista a hudební skladatel.

## Životopis
Pocházel z hudební rodiny. Tři roky studoval kompozici na Státní konzervatoři v Praze. Na Karlově univerzitě vystudoval obory estetika-sociologie, kde získal malý doktorát filozofie. Od mládí provozoval gymnastiku, kanoistiku, házenou, cyklistiku, hokej, později i tenis. 
V roce 1964 se zúčastnil konkurzu ve skupině Framus, (později přejmenované na Framus Five), ale nakonec v ní nikdy nezpíval. V letech 1969–1973 byl členem Spirituál kvintetu. Roku 1969 byly vydány písně Doney Gal a Kovbojův nářek na desce Písně amerického západu. O dva roky později byla vydána i česká verze Elvisova hitu In The Ghetto – Černošské ghetto.
V roce 1974 složil s Josefem Lauferem píseň Ten strom je náš ke 30. výročí Slovenského národního povstání. Ve stejném roce začala jeho sólová kariéra, svoji první LP desku – Dům č. 5 – vydal v roce 1976. Zpíval převážně vlastní písně, nevyhýbal se ale ani spolupráci s renomovanými autory (Bohuslav Ondráček, Petr Janda, Karel Svoboda atd.), do svého repertoáru však zařazoval i převzaté písně: Alenka v říši divů, Mosty, repertoár Elvise Presleyho atd. V polovině 70. let zažil největší skok v anketě Zlatý slavík ze 112. na 4. místo.
V roce 1979 založil doprovodnou skupinu Flop, kterou od roku 1986 vedl Michal Pavlík (Čechomor). Natočil na 50 singlů a 15 alb. Dvakrát vystupoval a spolupracoval s Lenkou Filipovou (album Mosty), mezi unikátní desky patří i album z konce 80. let s legendární americkou královnou rock'n'rollu Wandou Jacksonovou, která v 50. letech vystupovala i po boku Elvise Presleyho.
Karel Zich natočil i celou řadu duetů (kromě zmíněné Wandy Jacksonové a Lenky Filipové), zejména s Pavlem Bobkem, dále s Petrou Janů, Vlaďkou Prachařovou, Jitkou Zelenkovou, Jiřím Vondráčkem, Yvonne Přenosilovou a dalšími.
Karel Zich složil většinu písní svého repertoáru, jeho písně zpívá i řada předních interpretů, složil i hudbu k několika filmům a je i autorem skladby pro fontánu v Mariánských Lázních. V posledních letech vystupoval jak sám se svou kytarou a svým samostatným recitálem, tak se svou skupinou a v neposlední řadě od roku 1992 opět se Spirituál kvintetem. V roce 1992 hostoval na LP Spirituál kvintetu s názvem Rajská zahrada. Od roku 1993 se opět do Spirituál kvintetu vrátil jako stálý člen. Ve skupině působil až do své předčasné smrti v roce 2004.
Zahrál si malou roli Elvise Presleyho v muzikálu Brouci – Evangelium podle Beatles uváděném v Divadle Spirála na Výstavišti Praha v letech 2001 a 2002.
Karel Zich prodal přes milion desek (jen alba Paráda to bylo přes čtvrt milionu) a za svou kariéru měl za sebou tisíce koncertů v Česku, ale i ve většině zemí Evropy. Vystupoval i v USA, Kanadě, Chile, Brazílii, Austrálii, na Islandu atd. Patřil stále k nejfrekventovanějším českým zpěvákům a kromě rock'n'rollu zpíval folk, spirituály, pop i jiné. K jeho největším hitům patřila stále Paráda, Máš chuť majoránky, Alenka v říši divů, Dům č. 5, Není všechno paráda, Mosty, Za to může rock’n’roll, Sám se svou kytarou, Měla na očích brýle, Doney Gal, Ghetto, Kola pop-music se točí dál, Jeden tón, Bowery Street, Já ti zpívám atd.
V roce 1999 si poprvé a naposledy vyzkoušel filmový dabing, když daboval Claytona Marka v roli Elvise Presleyho ve 4. sérii kultovního britského seriálu Červený trpaslík, v závěrečné 6. epizodě s názvem Roztavení.
Zemřel náhle na dovolené, když po potápění poblíž korsického města Porto-Vecchio prodělal srdeční infarkt. Pohřben byl na Vinohradském hřbitově.

## Rodina
- syn Karel, dcera Adéla
- otec Otakar Zich (1908–1984) – matematik, fyzik, filozof
- matka Milada Zichová (1912–2003)
- sestra Marie Dohalská (* 1937) – fonetička
- bratr Otakar Zich (1945–2007) – chemik, houslista
- dědeček Otakar Zich (1879–1934) – estetik, skladatel
- dědeček Karel Moravec (1880–1959) – houslista, violista

## Ocenění
- 1977 – Stříbrná Bratislavská lyra za interpretaci písně Máš chuť majoránky – (Jiří Vondráček/Zdeněk Borovec)
- 1983 – Stříbrná Bratislavská lyra za interpretaci písně Jeden tón – (Karel Zich/Michal Bukovič)

## Tvorba

### Vlastní desky
- Dům č. 5 (1976 – LP, 1997 – CD)
- Mosty (1981 – LP)
- The best of Karel Zich (1981 – LP)
- Majoránka (1982 – jen MC)
- Paráda (1983 – LP)
- Let’s sings some – Elvis Presley songs (1983 – LP)
- Není všechno paráda (1984 – LP)
- Kola pop-music se točí dál (1985 – LP)
- Viktor Lazlo & Karel Zich – Sweet, soft and lazy (1986 – LP, CD)
- Karel Zich & (1987 – LP)
- Wanda Jackson & Karel Zich – Let's have party in Prague (1987 – LP, CD)
- Ani za nic (1989 – LP)
- Karel Zich & Flop – Za to muže Rock'n'Roll (1992 – CD)
- Karel Zich sings Elvis Presley (1992 – CD)
- Karel Zich 1969–1987 (1994 – CD)
- Já ti zpívám (1999 – CD)
- The best of Karel Zich (2002 – CD), Sony music/Bonton
- Máš chuť majoránky (2004 – CD), Universal
- Nejde zapomenout (2004 – CD), Multisonic
- To nejlepší (2004 – CD), Supraphon
- Vzpomínání (2004 – CD), Areca Multimedia
- Balady (2005 – CD), Supraphon
- Paráda (2007 – CD)
- Všechno nejlepší (2009–2CD), Supraphon

### Singly
- Amper, Watt a Volt
- Čí jsem já
- Dám ti darem déšť
- Dlouhé týdny
- Duplikát
- Faunovo pozdní odpoledne
- Hodinky nejdou
- Hochu to chce kliku
- Honem, honem
- Hurikán
- Jako když hrách na zeď hází
- Jeden tón
- Jednou už jsem tě získal málem
- Jednu radu ti dám
- Jeho smích tu zní
- Kolik je lodí
- Lásko neodcházej
- Lásky nechoděj
- Málokdo má na vybranou
- Máš chuť majoránky (původní verze)
- Nelži
- Nůžky, kámen nebo papír
- Odjíždíš
- Poloprázdný stůl
- Poselství dětem
- Prázdný rám
- Proud řeky důvěrně znám
- První smích-první pláč
- Ráno je moudřejší
- R-O-C-K (R-O-C-K)
- Sólo
- Správný nápad
- Šťastná ústa
- Tak mě sněz
- Takový nejsi
- To jsi ty
- Tuhle chybu chtěl bych mít
- Tvůj vlak
- V loužích láska strádá
- Vejdi
- Zánovní vůz
- Zima jak má být

### SeSpirituál kvintetem
- Písně amerického západu (1969 – LP)
- Spirituál kvintet (1971 – EP)
- Písničky z roku raz dva (1972 – LP)
- Spirituál kvintet 20 let (1984–3 LP, 2001–2 CD)
- Hallelu! (1991 – CD)
- Rajská zahrada (1992 – CD)
- Hanba nám! (1994 – CD)
- Spirituál kvintet – Antologie 1960–1995 (1995–2CD)
- Na káře (1997 – CD)
- Hradišťan, Spirituál kvintet – Vánoční koncert (1998 – CD)
- Křídla holubic (2002 – CD)
- Karel Zich & Spirituál kvintet (2004 – CD)

### Ostatní
- muzikál Titanic (1976 – LP, reedice ?)
- Stará škola rock'n'rollu – Miki Volek (1997 – CD)
- Borůvková – Šárka Rezková (1997 – CD) – 07. Klíče k zázrakům – Šárka Rezková a Karel Zich
- Pavel Bobek v Lucerně (1998 – CD) – 07. Bowery Street – Pavel Bobek a Karel Zich
- Country dálnice 2 (CD)
- Pánská jízda – Schovanky (1999 – CD)
- Lásku blízko mám – Petra Černocká (1999 – CD) – 04. Láska století – Petra Černocká a Karel Zich
- Souhvězdí Gott II (1999 – CD)
- Ať žije fotbal (CD)
- Písničky o rybách a rybářích (CD)